# Pseudodax
Pseudodax és un gènere de peixos de la família dels làbrids i de l'ordre dels perciformes.

## Taxonomia
- Pseudodax moluccanus (Valenciennes, 1840)[2][3][4][5]